# Bellator 91
 Bellator XCI  é um evento de MMA organizado pelo Bellator Fighting Championships, ocorrido no dia 28 de fevereiro de 2013 no Santa Ana Star Center em Rio Rancho, New Mexico.  O evento será transmitido na Spike TV.

## Background
Bellator 91 foi sede da primeira defesa de Cinturão do Peso Meio Pesado do campeão Christian M'Pumbu, que tinha o cinturão desde Maio de 2011.
Alexander Sarnavskiy era esperado para enfrentar David Rickels ns semifinais. Porém, Sarnavskiy fraturou sua mão na primeira luta do torneio e teve que se retirar do Torneio. Ele foi substituído por Jason Fischer.